# Resolució 2124 del Consell de Seguretat de les Nacions Unides
La Resolució 2124 del Consell de Seguretat de les Nacions Unides fou adoptada per unanimitat el 12 de novembre de 2013. Després d'observar la situació a Somàlia i recordant la Resolució 2093, el consell va ampliar el mandat de l'AMISOM fins al 31 d'octubre de 2014 i va demanar a la Unió Africana que augmentés els seus efectius a més de 22.000.

## Observacions
El Consell va expressar la seva preocupació pels nous atacs d'Al-Xabab contra les Forces Armades Somalis i l'AMISOM, que feien perillar les conquestes fetes si no es reforçava i reprenia la campanya militar, cosa que requeria major suport internacional a l'exèrcit somali i a AMISOM. També va assenyalar com a prioritària la protecció de l'Aeroport Internacional de Mogadiscio.

## Actes
Els estats membres de la UA van rebre autorització per estendre el mandat d'AMISOM fins al 31 d'octubre de 2014 i se'ls va demanar que reforcessin les tropes de 17.731 a 22.126 efectius. Aquest reforç tenia caràcter temporal, de 18 a 24 mesos. També va augmentar el suport logístic de l'ONU a l'AMISOM i es va demanar als Estats membres que ajudessin a AMISOM a mobilitzar dotze helicòpters. L'Exèrcit somali aportaria queviures, aigua, combustible, transport, tendes de campanya i altre material, però només en operacions amb o en el marc d'AMISOM.